# Jijel (província)
Jijel é uma província da Argélia. Possui 28 comunas e mais de 636.948 habitantes (Censo 2008).
Situa-se na extremidade leste da região da Kabilia, próxima das florestas de carvalho e cortiça. A capital de mesmo nome se localiza em uma baía. Está a 360 km a leste da capital do país, Argel. 
A região se caracteriza pelo litoral de 120 km, suas belas montanhas e sua riqueza cultural e turística.